# Moravia (Nowy Jork)
Moravia – miasto w Stanach Zjednoczonych, w stanie Nowy Jork, w hrabstwie Cayuga.